# Società Automobili Michele Lanza
Società Automobili Michele Lanza war ein italienischer Hersteller von Automobilen.

## Unternehmensgeschichte
Michele Lanza (1868–1947) stellte Stearinkerzen her. 1895 entwarf er erstmals ein Automobil. Anschließend gründete er das Unternehmen am Corso Vittorio Emanuele in Turin. Der Markenname lautete Lanza. 1903 endete die Produktion nach etwa zwölf hergestellten Exemplaren.

## Fahrzeuge
Das 1895 hergestellte Fahrzeug war der erste vierrädrige Benzinwagen aus Italien. Ein im Heck liegender Zweizylindermotor trieb über Ketten die Hinterräder an. Das Fahrzeug mit Platz für zwei Personen wies eine Hebellenkung an einer senkrechten Steuersäule auf. Das Getriebe verfügte über drei Vorwärtsgänge, aber keinen Rückwärtsgang.
Das nächste Fahrzeug konstruierte Lanza gemeinsam mit seinem Mitarbeiter Giuseppe Stefanini, der später zu Isotta Fraschini wechselte. Dieses Fahrzeug mit Platz für sechs Personen hatte zwei Vorwärts- und einen Rückwärtsgang.